# Nový Prostor
Nový Prostor, zapsaný ústav (NP) je nestátní nezisková organizace založená roku 1998, která pomáhá osobám bez sociálního zabezpečení, bezdomovcům a lidem v těžké životní a finanční situací. Pomoc probíhá primárně díky prodeji stejnojmenného časopisu Nový Prostor, z jehož prodeje dostávají prodejci část zisku a tím mohou vylepšit svou situaci. Sdružení poskytuje uvedený projekt jako sociální službu „sociální rehabilitace“ ve smyslu zákona o sociálních službách (108/2006 Sb.).

## Časopis Nový Prostor
Časopis je tzv. „street-paper“, tedy noviny nebo časopis prodávaný bezdomovci a jinými sociálně znevýhodněnými lidmi, kteří získávají část (polovinu) prodejní ceny pro zabezpečení svých potřeb, získání nebo obnovení pracovních návyků a znovuzačlenění do společnosti a pracovního života. Vydáván je od roku 1999, tehdy ještě pod jménem Patron. V roce 2001 byl přejmenován na Nový Prostor.
První noviny založené na podobném principu byly bezdomovci prodávané Street News v roce 1989 v USA v New Yorku. Jejich cílem bylo podpořit mnoho nezaměstnaných a bezdomovců v tomto městě. Prvním prodejcem, později editorem a sloupkařem byl bezdomovec Lee Stringer. Tradiční americké Street Newspapers jsou psané bezdomovci a o tématech jim blízkých.
Dle průzkumu z roku 2016 čtenářskou základnu z největší části tvořily ženy (71%), z hlediska vzdělání pak lidé s vysokou školou (60%), věk čtenáře se nejtypičtěji pohyboval mezi 30–50 lety (31%).
Šéfredaktorem časopisu je Jan Štěpánek, zástupcem šéfredaktora je Jakub Yellen.

### Distribuce
Prodejcem se může stát člověk starší 16 let, který je v obtížné životní situaci spojené s nedostatkem finančních prostředků potřebných pro pokrytí základních životních potřeb. Podmínka národnostní příslušnosti není známa. Na rozdíl od jiných podobných periodik ve světě tedy nemá podmínku „bezdomovce".
Prodejcem časopisu nemůže být člověk v akutní fázi psychické nemoci, závislý na alkoholu či nealkoholových drogách, neschopen po dobu prodeje abstinovat a nebýt pod vlivem návykové látky, který zneužívá v projektu vydělané peníze k prohlubování patologického chování (alkoholik, gambler atp.), nebo vynucující si speciální přístup v rámci základních pravidel programu (nerovný přístup).
Místa distribuce: 
- Praha
- Brno
- Hradec Králové
- Ostrava
- Plzeň
- Pardubice
- České Budějovice
- Olomouc
- Ústí nad Labem

V rámci každého města jsou pevně definovaná prodejní místa. Vlastními silami zajišťuje Nový Prostor distribuci v Praze a Brně, kde má svoje pobočky, v ostatních městech spolupracuje s partnerskými organizacemi, poskytujícími sociální služby dle z. 108/2006 stejné či podobné cílové skupině.